# Stenhypena
Stenhypena — род совок из подсемейства усаток.

## Описание
Второй щупик значительно изогнут, примерно в три или более раз превышает диаметр глаза. На передних крыльях срединное поле не выражено. Рисунок если есть, представлен лишь отдельными точками на месте почковидного пятна и подкраевой линии. Передние ноги самца с редуцированной одночлениковой лапкой.

## Систематика
В составе рода:
- Stenhypena adustalis Hampson, 1893
- Stenhypena costalis Wileman & South, 1916
- Stenhypena formosana Strand, 1917
- Stenhypena maculifera Joannis, 1929
- Stenhypena megaproctis Hampson
- Stenhypena minimata Strand, 1919